# System Monitoringu i Osłony Kraju
System Monitoringu i Osłony Kraju – polski system ostrzegania i przeciwdziałania klęskom żywiołowym, w szczególności powodziom. 
Stworzony w 1999 roku po powodzi w lipcu 1997 i sztormach na Bałtyku w 1998. Kieruje nim Instytut Meteorologii i Gospodarki Wodnej W SMOK-u znajduje się 1100 instalacji, w tym 516 stacji hydrometrycznych, 246 opadowych, 217 meterologicznych, 69 stacji synoptycznych, z których część to stacje zbiorcze, w których analizowane są dane z regionu. Sieć SMOK nie jest rozłożona równomiernie. Na południu, ze względu na większe zagrożenie, sieć jest gęstsza niż na północy. Obserwacje SMOK-a prowadzone są co trzy godziny w północnej i środkowej części kraju i co godzinę w górach i miejscach szczególnie niebezpiecznych.
W skład systemu wchodzi:
- System Lokalizacji Wyładowań Atmosferycznych
- System Radarów Meteorologicznych
- System blisko 1000 zautomatyzowanych posterunków ulokowanych na terenie całego kraju.

W 2011 roku podjęto decyzję o budowie nowego systemu ISOK (Informatyczny System Osłony Kraju ).